# ちまきandもちいちろう
ちまきandもちいちろうは、古帯粽（こおびちまき）と玄米餅一郎（げんまいもちいちろう）の2人で活動するデザインユニットである。
ブルベアというキャラクターを描いている。

## コラボレーション
- 「キデイランド原宿店」「キデイランド大阪梅田店」（株式会社キデイランド）人気TikToker POP UP リレイズクリエイターズ Design produced by sanrio & ブルベア
- 「キャラ広場」（フリュー株式会社）ブルベア おすわりBIGぬいぐるみ （全2種）
- 「POPKILLER LA」ブルベア×POPKILLERコラボTシャツ（全3種）